# Elatostema pachypodum
Elatostema pachypodum là loài thực vật có hoa trong họ Tầm ma. Loài này được Diels mô tả khoa học đầu tiên năm 1929.